# 릴리 시먼스
릴리 시먼스(Lili Simmons, 1993년 7월 23일 ~ )는 미국의 배우, 모델이다.

## 작품 목록
- 본 토마호크